# Igrzyska Luzofonii

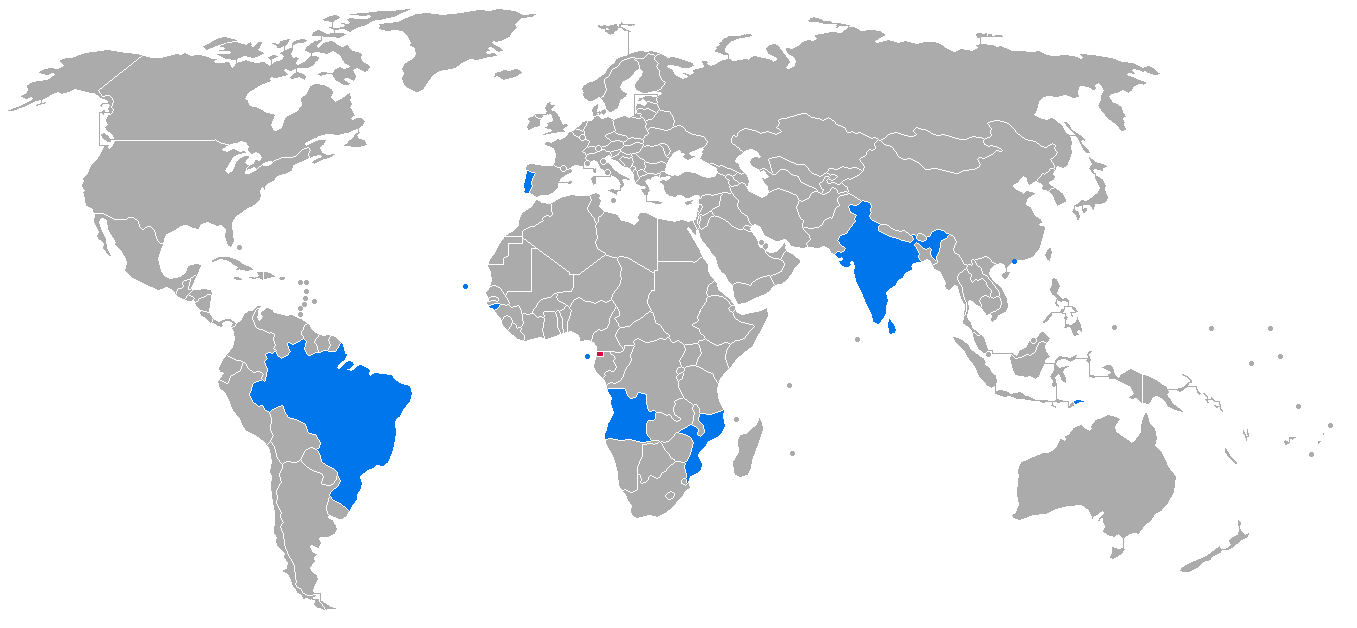
Państwa uczestniczące w igrzyskach. Na niebiesko zaznaczono kraje, które wzięły udział w inauguracyjnych zawodach w Makau, natomiast na czerwono te, które zadebiutowały w 2009 roku w Portugalii

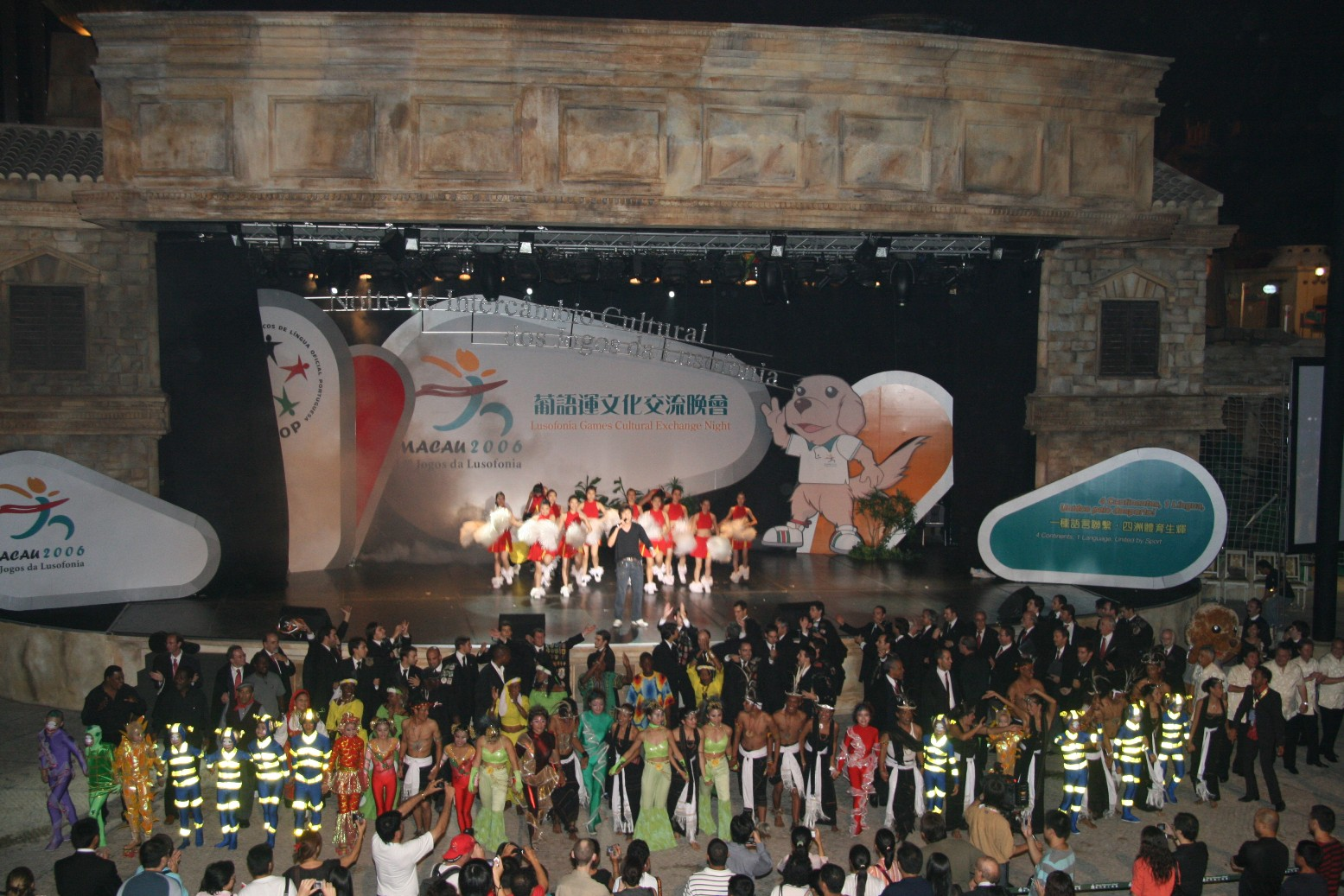
„Noc Wymiany Kulturowej” podczas Igrzysk w Makau w 2006 roku

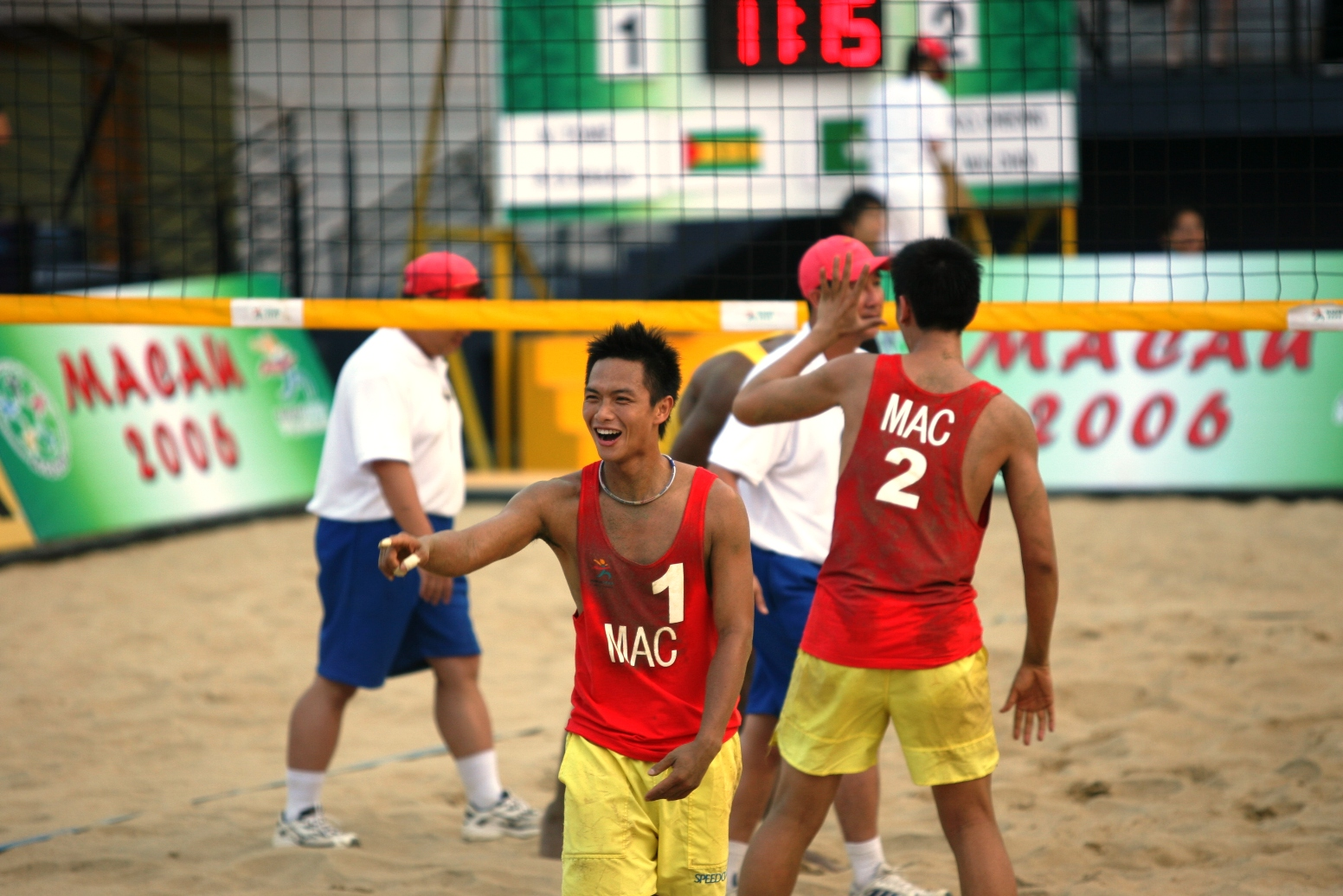
Mecz siatkówki plażowej (2006)

 Igrzyska Luzofonii (port. Jogos da Lusofonia) – multidyscyplinarne międzynarodowe zawody sportowe, w których rywalizują sportowcy z krajów Luzofonii (portugalskiego kręgu językowego). Organizowane są przez ACOLOP, czyli Stowarzyszenie Komitetów Olimpijskich Urzędowego Języka Portugalskiego.

## Państwa uczestniczące
Udział w igrzyskach biorą kraje Wspólnoty Krajów Portugalskojęzycznych oraz te, które w jakiś sposób związane są z kulturą portugalską. Do tej pory w igrzyskach uczestniczyli sportowcy z Angoli, Brazylii, Gwinei Bissau, Gwinei Równikowej, Indii, Makau (specjalny region administracyjny ChRL), Mozambiku, Portugalii, Republiki Zielonego Przylądka, Sri Lanki, Timoru Wschodniego oraz Wysp Świętego Tomasza i Książęcej. Z możliwości udziału w imprezie nie skorzystał autonomiczny rząd Galicji, nie jest natomiast wykluczony udział takich drużyn, jak Ghana, czy zespół indonezyjskiej wyspy Flores.
Igrzyska Luzofonii są niejako odpowiednikiem igrzysk Wspólnoty Narodów, czy igrzysk Frankofonii.

## Edycje
Pierwszym gospodarzem Igrzysk Luzofonii było Makau, które w 2006 roku gościło 733 sportowców z 11 reprezentacji. Rywalizowano w 48 konkurencjach w 8 dyscyplinach (futsal, koszykówka, lekkoatletyka, piłka nożna, siatkówka, siatkówka plażowa, taekwondo, tenis stołowy). Najliczniejszą reprezentację wystawili gospodarze, jednak najwięcej medali uzyskali zawodnicy z Brazylii (57) i Portugalii (51). Wszystkie kraje zdobyły co najmniej jeden medal.
Już po zakończeniu pierwszych igrzysk zadecydowano, że kolejne imprezy będą się odbywać w cyklu czteroletnim w latach poolimpijskich.
| Rok  | Edycja | Data              | Gospodarz           | Uczestnicy (reprezentacje) |
| ---- | ------ | ----------------- | ------------------- | -------------------------- |
| 2006 | I      | 7–15 października | Makau, Chiny        | 733 (11)                   |
| 2009 | II     | 11–19 lipca       | Lizbona, Portugalia | 1300 (12)                  |
| 2014 | III    | 18–29 stycznia    | Goa, Indie          | 7000 (12)                  |
| 2017 | IV     |                   | Maputo, Mozambik    |                            |
| 2021 | V      |                   | Luanda, Angola      |                            |

## Tabela medalowa wszech czasów
Uaktualnione po III igrzyskach Luzofonii (2014).
| Lp.     | Reprezentacja                     | złoto | srebro | brąz | Łącznie |
| 1       | Brazylia                          | 64    | 43     | 32   | 139     |
| 2       | Portugalia                        | 55    | 72     | 48   | 175     |
| 3       | Indie                             | 38    | 29     | 35   | 102     |
| 4       | Makau                             | 16    | 15     | 33   | 64      |
| 5       | Sri Lanka                         | 10    | 13     | 18   | 41      |
| 6       | Angola                            | 9     | 12     | 25   | 46      |
| 7       | Mozambik                          | 8     | 7      | 10   | 25      |
| 8       | Republika Zielonego Przylądka     | 3     | 8      | 16   | 27      |
| 9       | Gwinea Bissau                     | 2     | 1      | 1    | 4       |
| 10      | Wyspy Świętego Tomasza i Książęca | 1     | 3      | 7    | 11      |
| 11      | Timor Wschodni                    | 0     | 0      | 2    | 2       |
| 12      | Gwinea Równikowa                  | 0     | 0      | 0    | 0       |
| Łącznie | Łącznie                           | 206   | 203    | 227  | 360     |

## Dyscypliny
Jak do tej pory nie powstała szczegółowa lista dyscyplin i konkurencji, które powinien uwzględniać program igrzysk. Dyscypliny wybrane do pierwszej imprezy, w 2006 roku, zostały wytypowane podczas zjazdu członków ACOLOP, jednak nie zaznaczono, czy któreś z nich stanowić mają stały rdzeń, bądź mają być dyscyplinami rozgrywanymi rotacyjnie.
Jednakowoż 14 października 2006 roku prezydent komitetu organizacyjnego Igrzysk w 2009 roku, José Vicente de Moura, zaznaczył możliwość, zgodnie z którą ACOLOP miałoby wskazywać cztery lub pięć dyscyplin stałych, a przywilejem każdego z kolejnych gospodarzy byłoby dobieranie do tego grona od czterech do dziewięciu dalszych dyscyplin.
- Futsal (mężczyźni, od 2006)
- Judo (od 2009)
- Koszykówka (od 2006)
- Lekkoatletyka (od 2006)
- Lekkoatletyka niepełnosprawnych (2009)[a]
- Piłka nożna (mężczyźni, od 2006)
- Siatkówka (od 2006)
- Siatkówka plażowa (od 2006)
- Taekwondo (mężczyźni od 2006 kobiety od 2009)
- Tenis stołowy (od 2006)
- Wushu (od 2014)